# Chauffe-plat

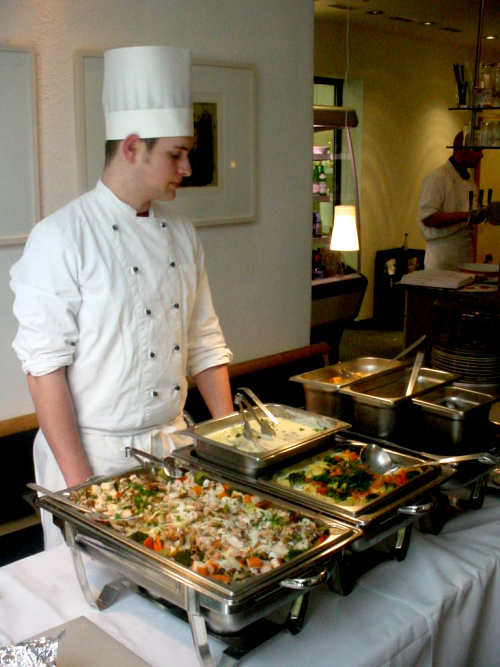
Chauffe-plat dans la restauration.

Le chauffe-plat est un ustensile de table sur lequel on pose une préparation culinaire afin qu’elle reste chaude. Il peut servir à chauffer les assiettes et les plats ainsi qu'à maintenir la chaleur d’un liquide, comme du thé.

## Historique

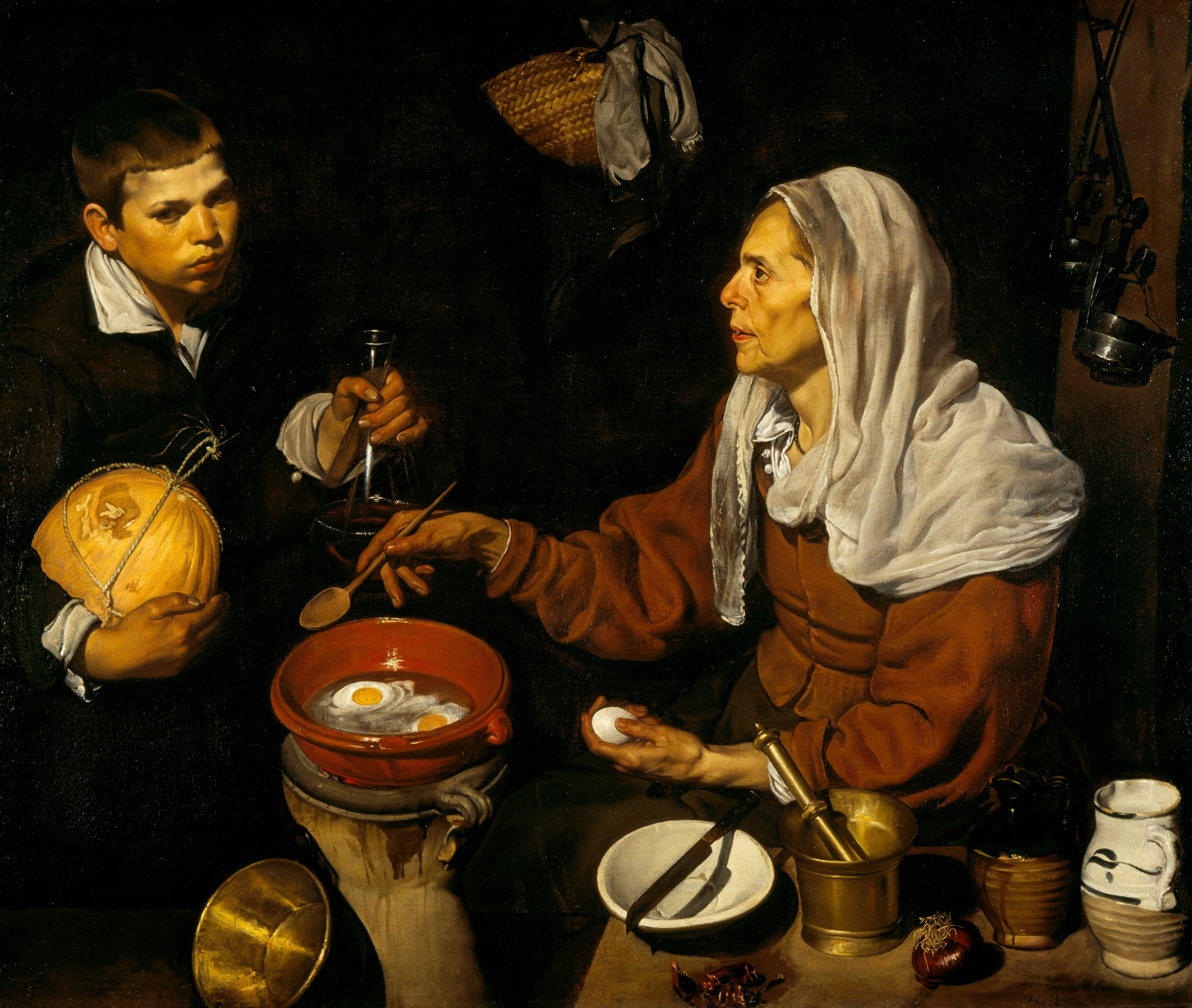
Toile de Diego Vélasquez de 1618 montrant une femme faisant cuire des œufs par un chauffe-plat brûlant du charbon.

Des chauffe-plats en céramique sont régulièrement trouvés lors de fouilles archéologiques concernant la période médiévale, sous la forme de braseros au charbon de bois.
François Pierre de La Varenne, dans Le Cuisinier françois (Paris, 1651), mentionne l'utilisation d'un chauffe-plat dans une recette de champignons à l'olivier.

## Caractéristiques
Le chauffe-plat est un conteneur qui permet de garder les aliments au chaud. En général, le récipient alimentaire repose sur la base sous-jacente d'un chauffage (à flamme nue ou plaque chauffante électrique).
Dans le secteur de la restauration, ces conteneurs sont utilisés pour les buffets, dans les selfs et les cantines. Les récipients sont remplis avec de l'eau chaude pour disperser la source de chaleur grâce aux parois minces des récipients sous les plats. Cette méthode permet de garder une meilleure qualité aux aliments sans qu'ils brûlent. Ce principe est proche de celui du bain-marie.
Les chauffe-plats modernes sont faits en métal léger ou en céramique avec poignées et sont parfois recouverts d'un couvercle en Pyrex.